# Fantasy Westward Journey
Fantasy Westward Journey (chinois simplifié : 梦幻西游  ; chinois traditionnel : 夢幻西遊  ; hanyu pinyin : Mèng Huàn  Xī Yóu) est un MMORPG développé et géré par NetEase. Il a été publié pour la plate-forme Microsoft Windows en décembre 2001. Le jeu est le jeu en ligne le plus populaire en Chine en mai 2007 par les utilisateurs simultanés de pointe (PCU), avec un nombre maximal de 1,5 million. Les utilisateurs enregistrés ont atteint 25 millions en avril 2005,  avec 576 000 joueurs simultanés de pointe sur 198 serveurs de jeux, considérés comme le jeu en ligne à la croissance la plus rapide en Chine à l'époque. Le nombre moyen d'utilisateurs simultanés a été signalé en août 2006 à environ 400 000 utilisateurs. Le jeu utilise le même moteur que Westward Journey II avec un style graphique distinctement différent. Les deux jeux sont inspirés du roman chinois La Pérégrination vers l'Ouest. Avec Westward Journey II, c'est l'un des jeux vidéo les plus rentables de tous les temps, avec un chiffre d'affaires estimé à 6,5 milliards de dollars en 2019 et 400 millions d'utilisateurs en 2015. 

## Histoire
En juillet 2006, les administrateurs ont dissous une guilde anti-japonaise de 700 membres et ont verrouillé le compte de son fondateur pour avoir un nom d'utilisateur anti-japonais. Une manifestation de masse a eu lieu dans le jeu quelques jours plus tard, le 7 juillet, anniversaire du début de la deuxième guerre sino-japonaise, avec jusqu'à 80 000 utilisateurs se joignant à la manifestation en ligne sur l'un des serveurs. 
Le nombre total d'utilisateurs enregistrés de Fantasy Westward Journey a atteint 310 millions en 2015. 

## Version mobile
Une version mobile a été publiée pour les systèmes d'exploitation Apple iOS et Google Android en 2015. En 2017, il a rapporté 1,5 milliard de dollars dans le monde entier.
Fantasy Westward Journey a lancé sa première animation 3D en 2015. Après sa sortie sur la plate-forme vidéo en ligne grand public chinoise, il a été lancé successivement sur plusieurs chaînes de télévision chinoises. 